# 가디언 테일즈
《가디언 테일즈》(Guardian Tales)는 미합중국의 콩 스튜디오가 개발하고 대한민국의 카카오게임즈가 유통하는 어드벤처 RPG 모바일 게임이다. 왕국을 구하기 위한 '가디언'들의 판타지 모험기를 소재로 삼았다. 레트로풍 도트 그래픽이 특색이며, 자동전투 없이 수동 조작으로 집중해서 컨트롤하도록 하였으며, 퍼즐 비디오 게임의 요소가 더해졌다는 점이 기존의 RPG 모바일 비디오 게임과 차별화된 것으로 주목을 받았다.
2020년 2월 동남아와 유럽 국가를 시작으로 일부 글로벌 시장에 선출시되었다. 2020년 7월 16일에는 대한민국에 정식 출시되었는데, 구글 플레이 스토어 매출 순위 4위, 애플 앱스토어 매출 순위 4위에 진입하는 등의 흥행을 거두었다. 2020년 7월 29일에는 글로벌 시장에 정식으로 출시되었으며, 한국어와 영어를 비롯한 16개국 언어로 서비스된다.

## 역사
콩 스튜디오 (Kong Studio)는 미국 캘리포니아주의 모바일 게임 개발사로 대한민국 서울에 한국 지부를 두고 있다. 2013년 설립되었으며 2015년 4월 퍼즐형 모바일 게임인 《던전링크》를 글로벌 서비스한 바 있다. 이후 《던전링크》의 후속작인 가디언 테일즈를 개발, 2020년 2월부터 인도네시아, 필리핀, 말레이시아 등 동남아 국가와 캐나다, 아르헨티나, 아일랜드, 네덜란드 등 10여 개 국가에서 소프트 론칭을 개시하였다.
2020년 6월 23일, 가디언 테일즈의 대한민국 출시에 앞서 사전예약 이벤트가 진행되었는데 100만 명이 넘는 유저가 몰렸다. 7월 10일에는 카카오게임즈에서 가디언 테일즈의 홍보영상을 유튜브에 처음으로 공개되었으며, 7월 16일 구글 플레이 스토어와 애플 앱스토어에 정식 출시되었다. 2020년 7월 29일에는 미국, 프랑스, 중화민국을 비롯한 글로벌 시장에 정식으로 출시되었으며, 영어, 스페인어, 독일어, 중국어(번체), 프랑스어, 태국어, 이탈리아어 등 총 16개의 서비스 언어가 추가되었다.
2020년 7월 30일 첫 업데이트가 실시되었다. 난이도 콘텐츠 중에 '악몽'이 추가되었으며, 2종의 영웅과 전용 무기, 인게임 이벤트 확장 맵인 '기사, 학교에 가다!'가 추가되었다. 다만 이 신규 스테이지에서 논란이 불거졌는데, 작중 대사로 들어갔던 '걸레 같은 년이 (You Whore)'가 여성 유저들로부터 항의를 받고 긴급히 '광대 같은 게'로 수정된 것에서 비롯되었다. 글로벌 서비스판의 대사와 동떨어진 번역진다는 점, '광대'라는 은어가 일부 급진 여성단체에서 남성들을 조커로 빗대어 비하할 때 쓰인다는 점, 게임 내 금칙어가 성편향되었다는 점이 논란이 되었다. 8월 3일 카카오게임즈는 게임 공식카페에 이시우 사업본부장 명의로 사과문을 배포, 그간 비판받아왔던 게임 내 문제의 조속한 수정과 잘못 변경된 대사의 재수정, 금칙어의 재정비를 진행하겠다고 밝혔다.
이제야 1년 되었다.

## 게임플레이
몬스터들과 싸우며 스토리를 진행해가고 던전을 돌고 새로운 장비와
새로운 영웅을 얻는다.

## 같이 보기
- 카카오게임즈